# Nicolas Berg
Nicolas Berg (* 7. Mai 1967 in Berlin) ist ein deutscher Kulturhistoriker.

## Leben
Nicolas Berg studierte an der Universität Freiburg im Breisgau Geschichte, Germanistik und Slavistik. 2001 wurde er mit der Arbeit Auschwitz und die westdeutsche Geschichtswissenschaft. Erforschung und Erinnerung im Fach Neuere und Neueste Geschichte zum Dr. phil. promoviert, die unter dem Titel Der Holocaust und die westdeutschen Historiker, Erforschung und Erinnerung veröffentlicht wurde.
Seit Juni 2001 ist er wissenschaftlicher Mitarbeiter am Leibniz-Institut für jüdische Geschichte und Kultur – Simon-Dubnow in Leipzig. Er leitete unter anderem das Arbeitsressort „Historiographie- und Gedächtnisgeschichte“ und von 2003 bis 2009 die wissenschaftliche Redaktion der monografischen Publikationen. Aktuell ist er Leiter des Forschungsressorts „Wissen“.
Von 2012 bis 2013 war er nach einem Forschungsaufenthalt am Deutschen Historischen Institut London Fellow im Exzellenzcluster „Kulturelle Grundlagen von Integration“ am Kulturwissenschaftlichen Kolleg Konstanz. 2015/16 hatte Nicolas Berg die am Fritz Bauer Institut angesiedelte „Gastprofessur für interdisziplinäre Holocaustforschung“ inne. Im Wintersemester 2020/2021, Sommersemester 2021 und Wintersemester 2021/22 übernahm er eine Lehrstuhlvertretung am Martin-Buber-Institut für Judaistik der Universität zu Köln.

## Schriften (Auswahl)
Monografien
- The Holocaust and the West German Historians. Historical Interpretation and Autobiographical Memory, übersetzt und hrsg. von Joel Golb, Madison, Wisc.: University Press 2015.
- Luftmenschen. Zur Geschichte einer Metapher, Göttingen: Vandenhoeck & Ruprecht 2008; 2. durchgesehene Aufl. 2014.
- Der Holocaust und die westdeutschen Historiker. Erforschung und Erinnerung, Göttingen: Wallstein, 1. und 2. Aufl. 2003; 3. durchgesehene und mit einem Register versehene Aufl. 2004.[4]

Herausgeberschaften
- Weltgeschichte, Themenschwerpunkt in: Jüdische Geschichte & Kultur. Magazin des Dubnow-Instituts 4 (2020), 4–33 (zus. mit Jörg Deventer, Elisabeth Gallas und Jan Gerber).
- Die Russische Revolution, Themenschwerpunkt in: Jüdische Geschichte & Kultur. Magazin des Dubnow-Instituts 1 (2017), 4–35 (zus. mit Jan Gerber).
- Textgelehrte. Literaturwissenschaft und literarisches Wissen im Umkreis der Kritischen Theorie, Göttingen/Bristol, Conn.: Vandenhoeck & Ruprecht 2014 (zus. mit Dieter Burdorf).
- Der Berliner Antisemitismusstreit. Eine Textsammlung von Walter Boehlich. Neu herausgegeben und eingeleitet, Jüdischer Verlag, Berlin 2023, ISBN 978-3-633-54311-3.
- Jüdische Sprachkritik nach dem Holocaust. Themenheft Zeithistorische Forschungen 20 (2023), Heft 2 (zus. mit Elisabeth Gallas und Aurélia Kalisky).